# زیردریایی کلاس ساوا
زیردریایی کلاس ساوا (به انگلیسی: Sava-class submarine) یک کلاس از زیردریایی است که طول آن ۵۵٫۷ متر (۱۸۳ فوت) می‌باشد.